# Deltote obsoleta
Deltote obsoleta là một loài bướm đêm trong họ Noctuidae.